# Margherita di Antiochia
Margherita, o anche Marina (Antiochia di Pisidia, 275 – 290), è stata una fanciulla cristiana che, secondo la tradizione agiografica, subì il martirio sotto Massimiano; è venerata come santa dalla Chiesa cattolica e da quella ortodossa che la considerano patrona delle partorienti.

## Agiografia

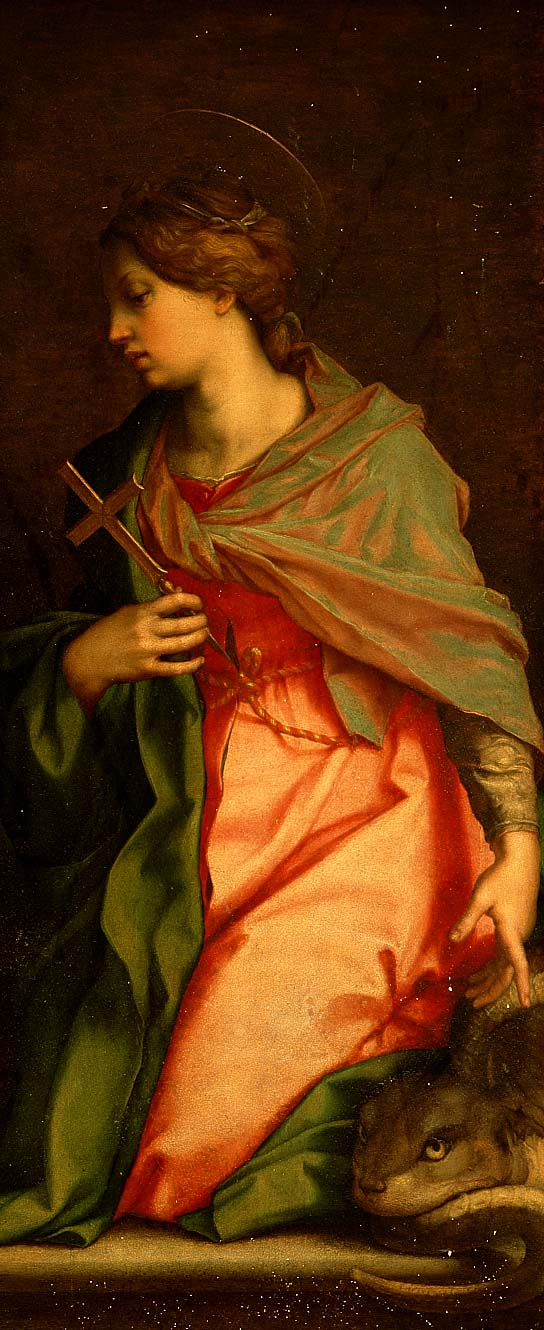
Andrea del Sarto, Santa Margherita, Pisa, Duomo.

Secondo una passio, redatta in greco da Teotimo (che si dichiara testimone dei fatti), Margherita nacque nel 275 ad Antiochia di Pisidia. Figlia di un sacerdote pagano, dopo la morte della madre fu affidata ad una balia, che praticava clandestinamente il cristianesimo durante la persecuzione di Diocleziano, ed allevò la bambina nella sua religione. Quando venne ripresa in casa dal padre, dichiarò la sua fede e fu da lui cacciata: ritornò quindi dalla balia, che l'adottò e le affidò la cura del suo gregge.
Mentre pascolava fu notata dal prefetto Ollario che tentò di sedurla, ma lei, avendo consacrato la sua verginità a Dio, confessò la sua fede e lo respinse: umiliato, il prefetto la denunciò come cristiana. Margherita fu incarcerata e venne visitata in cella dal demonio, che le apparve sotto forma di drago e la inghiottì: ma Margherita, armata della croce, gli squarciò il ventre e uscì vittoriosa. Per questo motivo viene invocata per ottenere un parto facile.

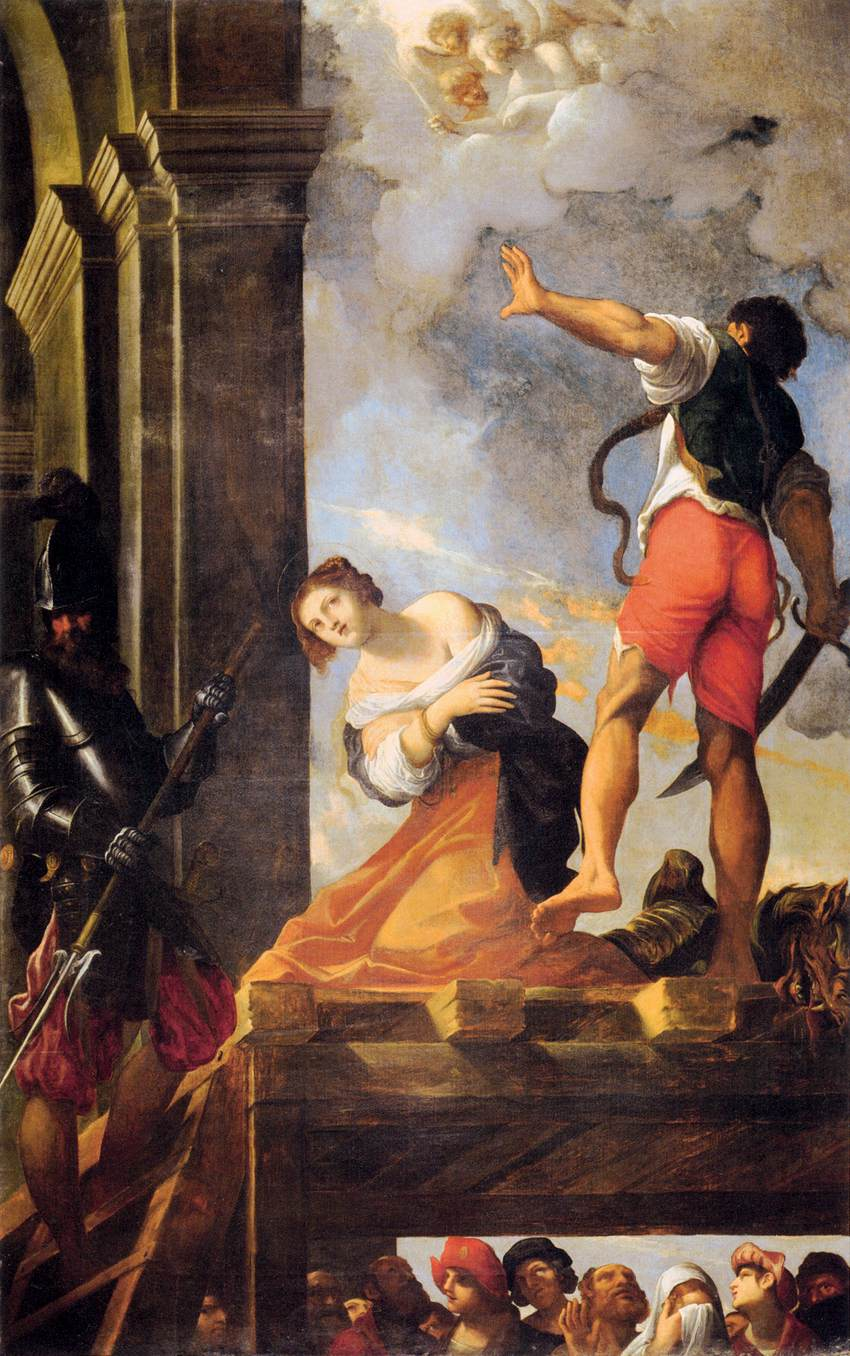
Lodovico Carracci, Martirio di santa Margherita

In un nuovo interrogatorio continuò a dichiararsi cristiana: si ebbe allora una scossa di terremoto, durante la quale una colomba scese dal cielo e le depositò sul capo una corona. Dopo aver resistito miracolosamente a vari tormenti, fu quindi decapitata il 20 luglio (dies natalis) del 290 all'età di quindici anni.

## Il culto
Nel X secolo il suo corpo fu trafugato da Agostino da Pavia che voleva portarlo nella propria città. Giunto però nell'abbazia di San Pietro in Valle Perlata presso Montefiascone egli si ammalò e morì, lasciando la reliquia in quel luogo: sono comunque diverse le località, soprattutto italiane e francesi, che vantano il possesso delle sue reliquie.
La Chiesa cattolica ricorda la santa nel Martirologio Romano in data 20 luglio: "Ad Antiochia di Pisidia, nell'odierna Turchia, santa Marina o Margherita, che si ritiene abbia consacrato il suo corpo a Cristo nella verginità e nel martirio".
Santa popolarissima nel Medioevo, Giovanna d'Arco dichiarò che una delle voci celesti che udiva era proprio quella di santa Margherita (che le appariva insieme all'arcangelo Michele e a santa Caterina d'Alessandria).
Spesso assimilata ad altre sante (Caterina d'Alessandria, Pelagia, Reparata), è inserita tra i quattordici santi ausiliatori che venivano invocati nei momenti difficili.
È molto venerata (col nome di "Marina") anche dalla Chiesa ortodossa, che ne celebra la memoria il 17 luglio e la invoca contro le febbri malariche. La stessa data è utilizzata nelle regioni meridionali dell'Italia, dove il culto fu probabilmente importato da monaci bizantini durante le persecuzioni iconoclaste: in questi territori l'agiografia e l'iconografia di questa santa sono spesso sovrapposte con quelle di Marina di Bitinia, come avviene per esempio a Ruggiano (LE).
Nel 1969, a seguito alla riforma liturgica posposta al Concilio Vaticano II, la commemorazione di santa Margherita di Antiochia (20 luglio) fu soppressa nel Calendario romano generale pur rimanendo inserita nel Martirologio Romano ed essendo la sua memoria liturgica rimasta invariata al 20 luglio. Nella pratica il culto è rimasto sempre vivo e ancora si commemora.

## Iconografia

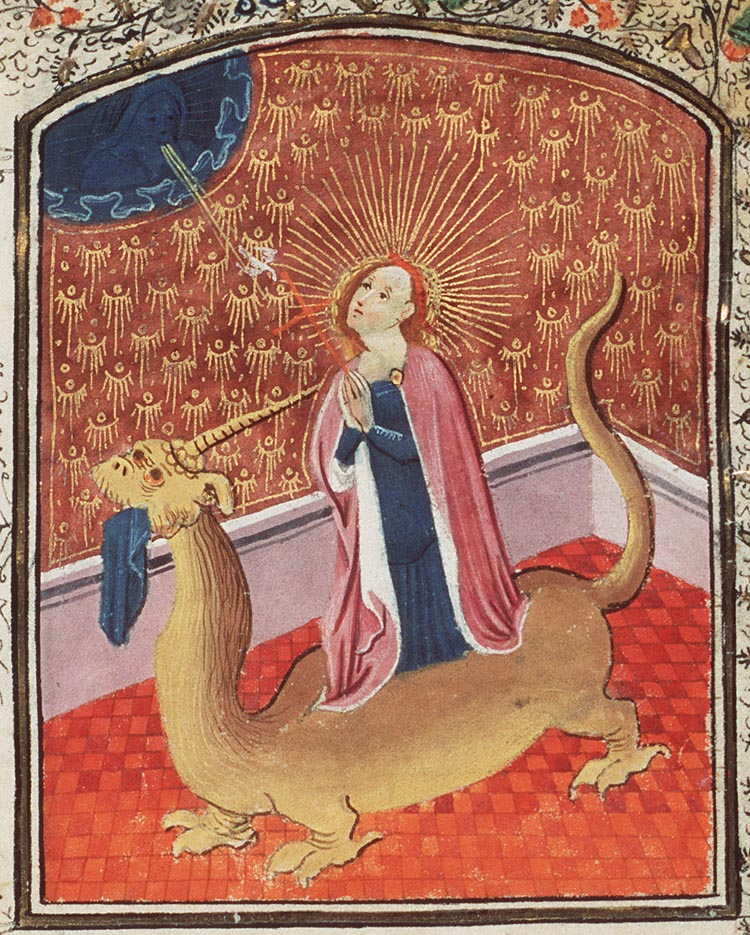
Miniatura da un manoscritto della metà del XV secolo.
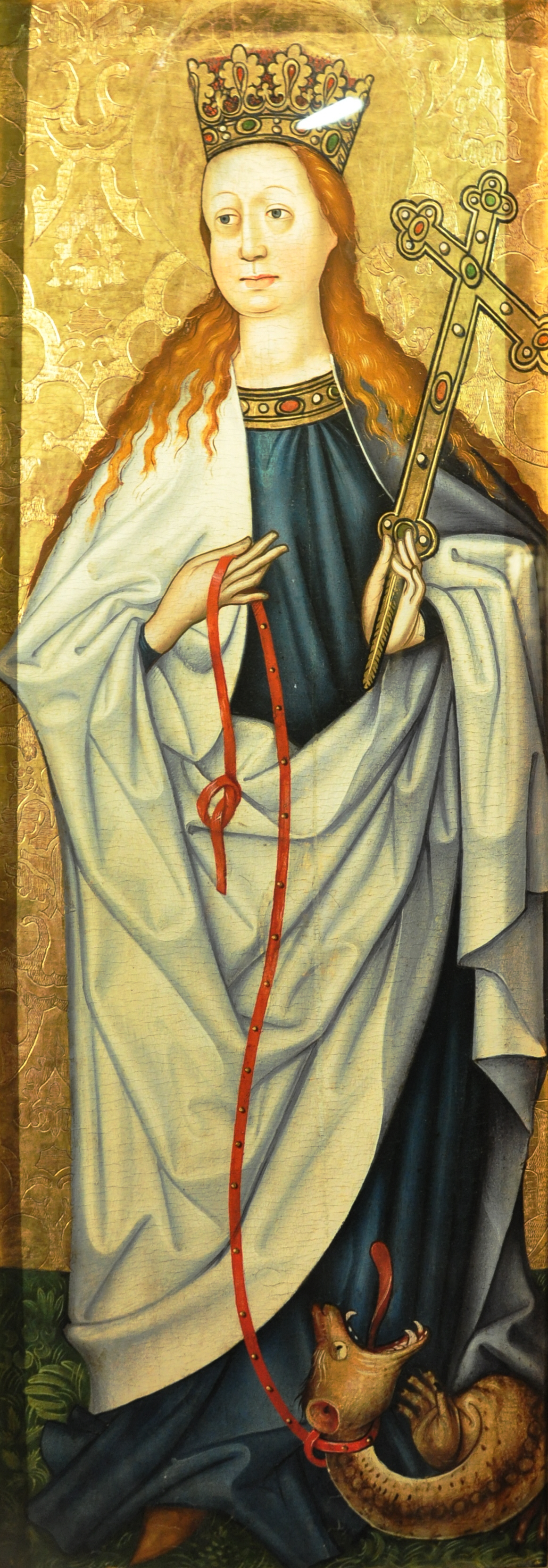
Maestro Tirolese, (ca. 1470–1480), Vienna, collezione privata.
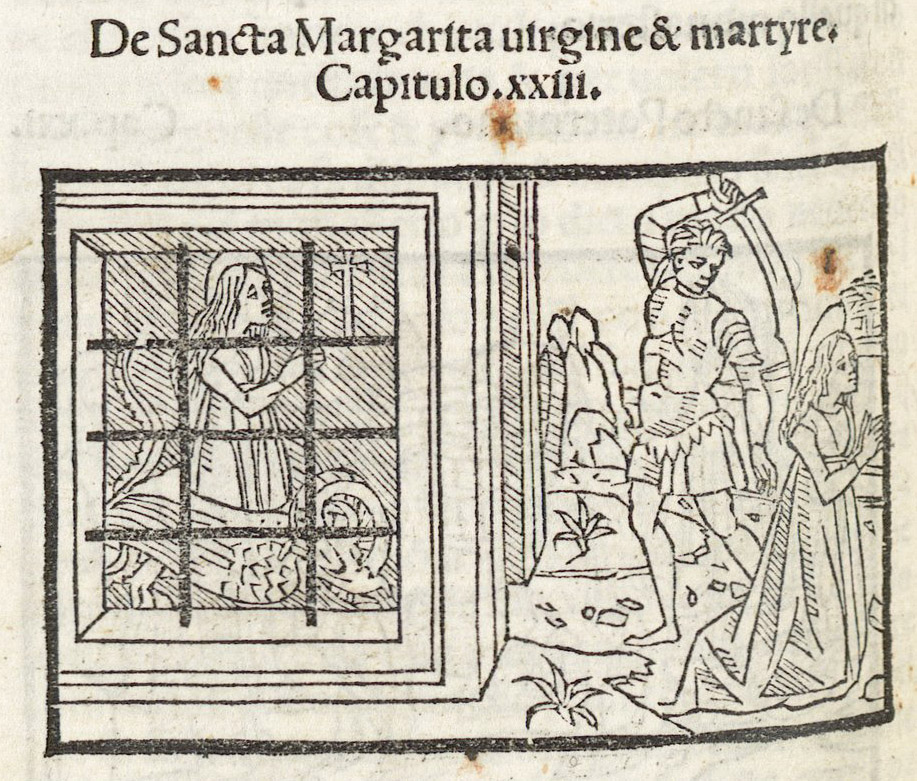
Il martirio di Santa Margherita nella Legenda Aurea (1497).
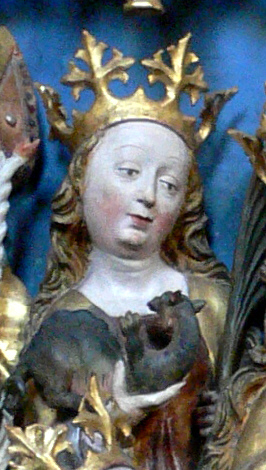
Heilsbronn, Münster St. Marien und Jakobus, Vierzehn-Nothelfer-Altar (1498).
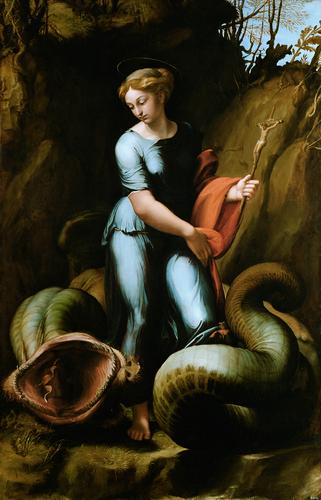
Opera di Raffaello Sanzio, (1518). Vienna, Kunsthistorisches Museum.
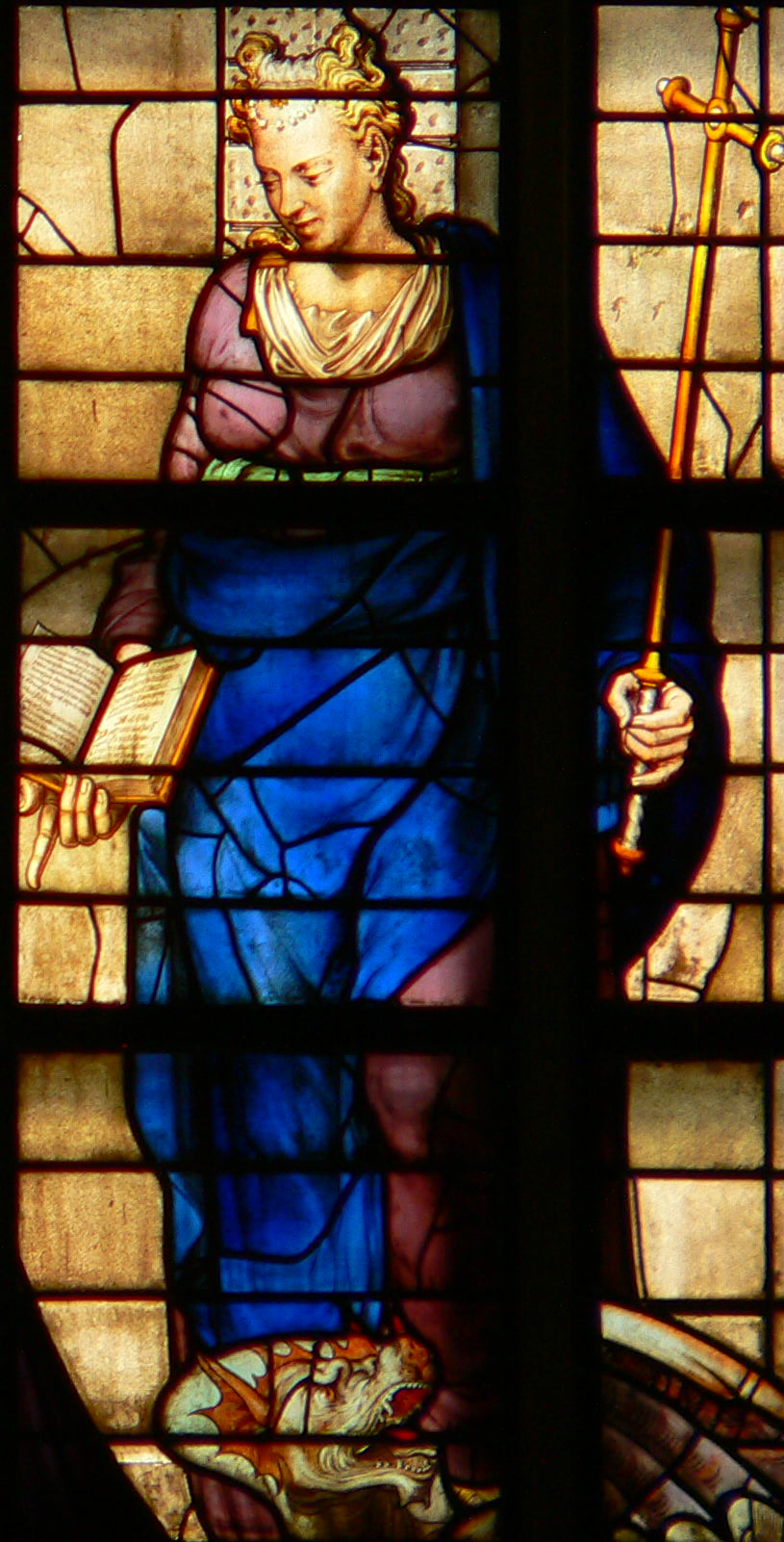
Wouter Crabeth (Gouda), (1562). Chiesa Sint Janskerk a Gouda (Paesi Bassi).
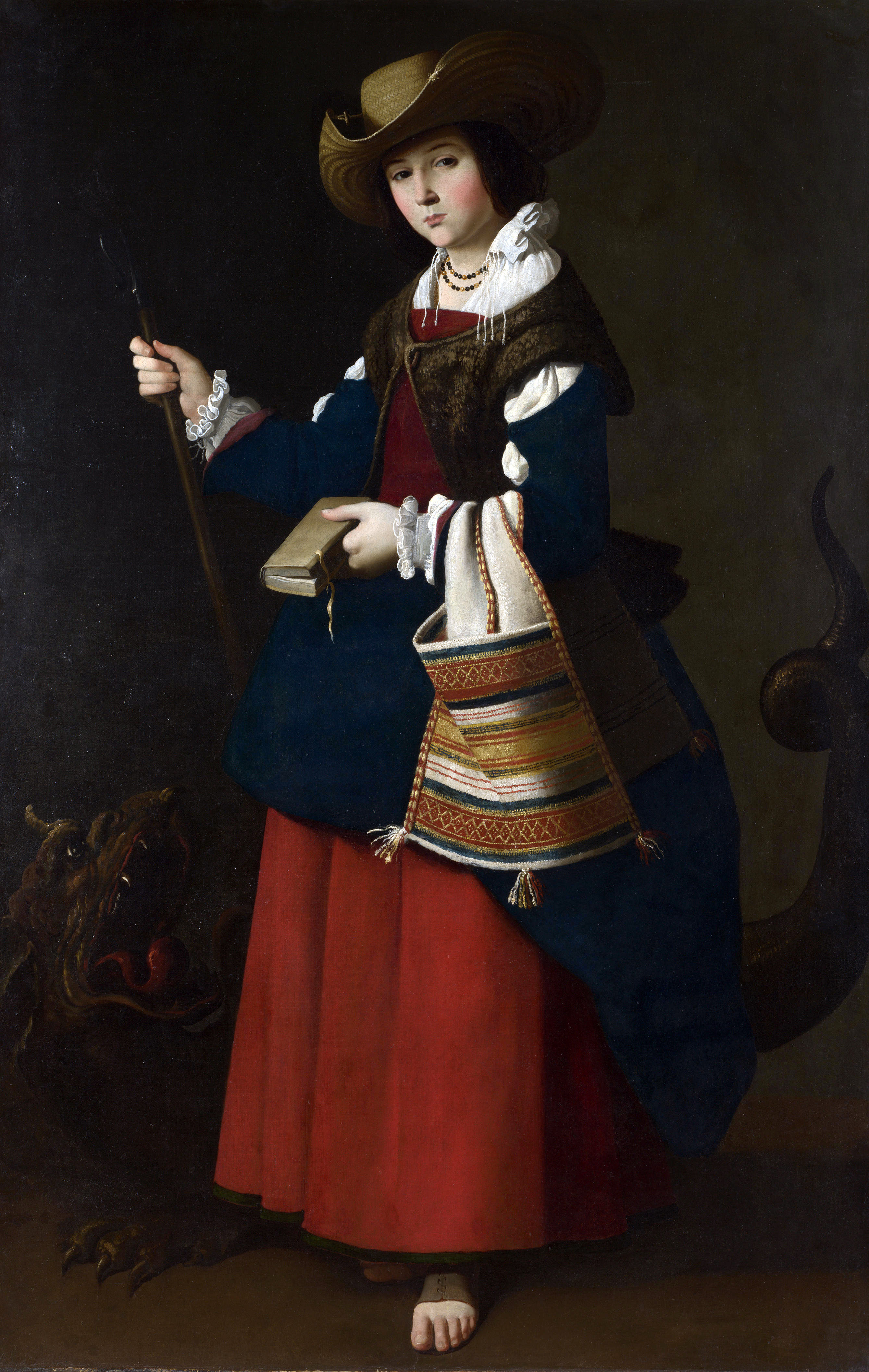
Francisco de Zurbarán (1631). Londra, National Gallery.
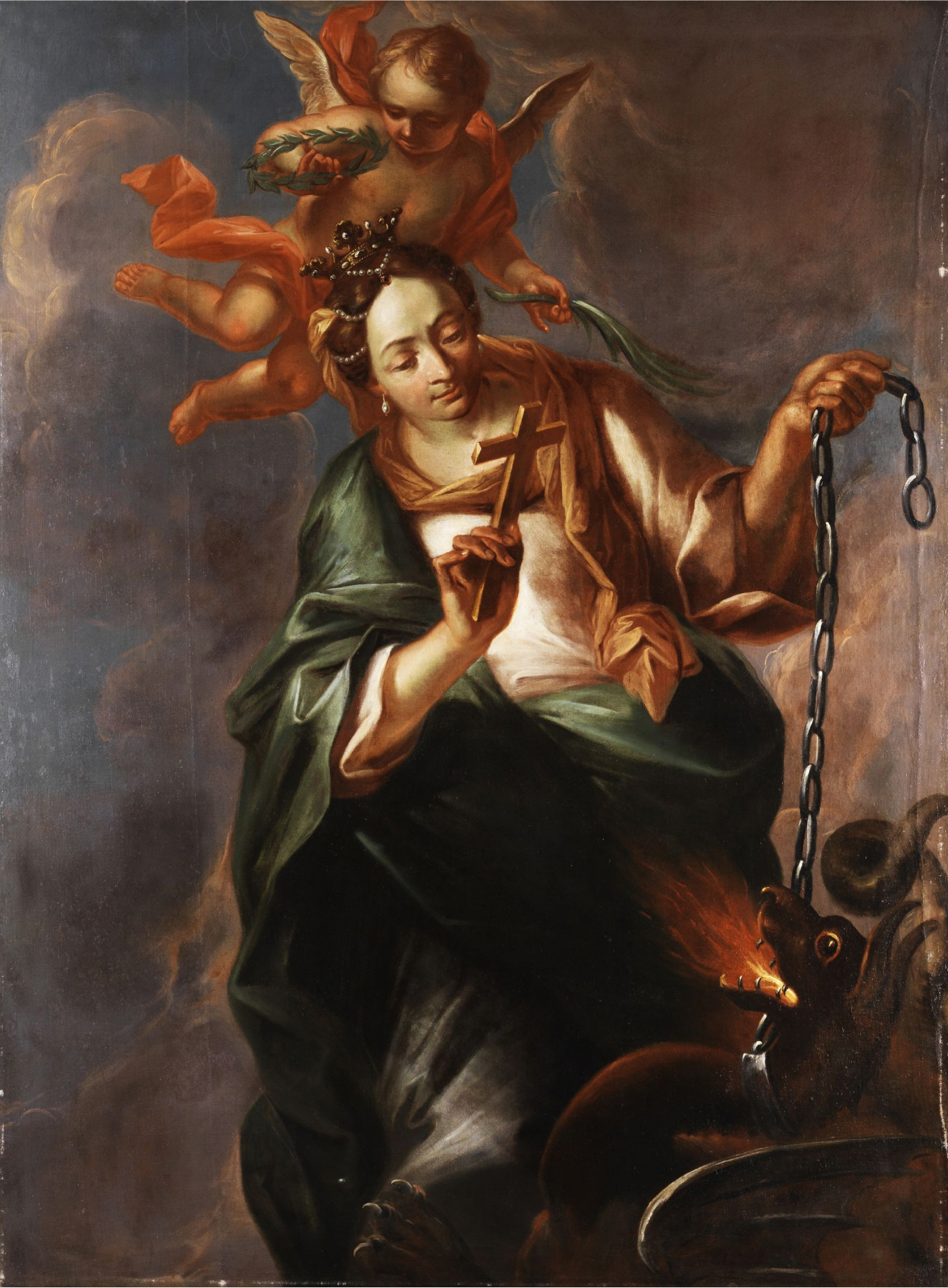
Michael Willmann (1700 circa), dipinto prov. dalla Schlosskapelle dei conti Schaffgotsch, Bad Warnbrunn bei Hirschberg (Slesia).
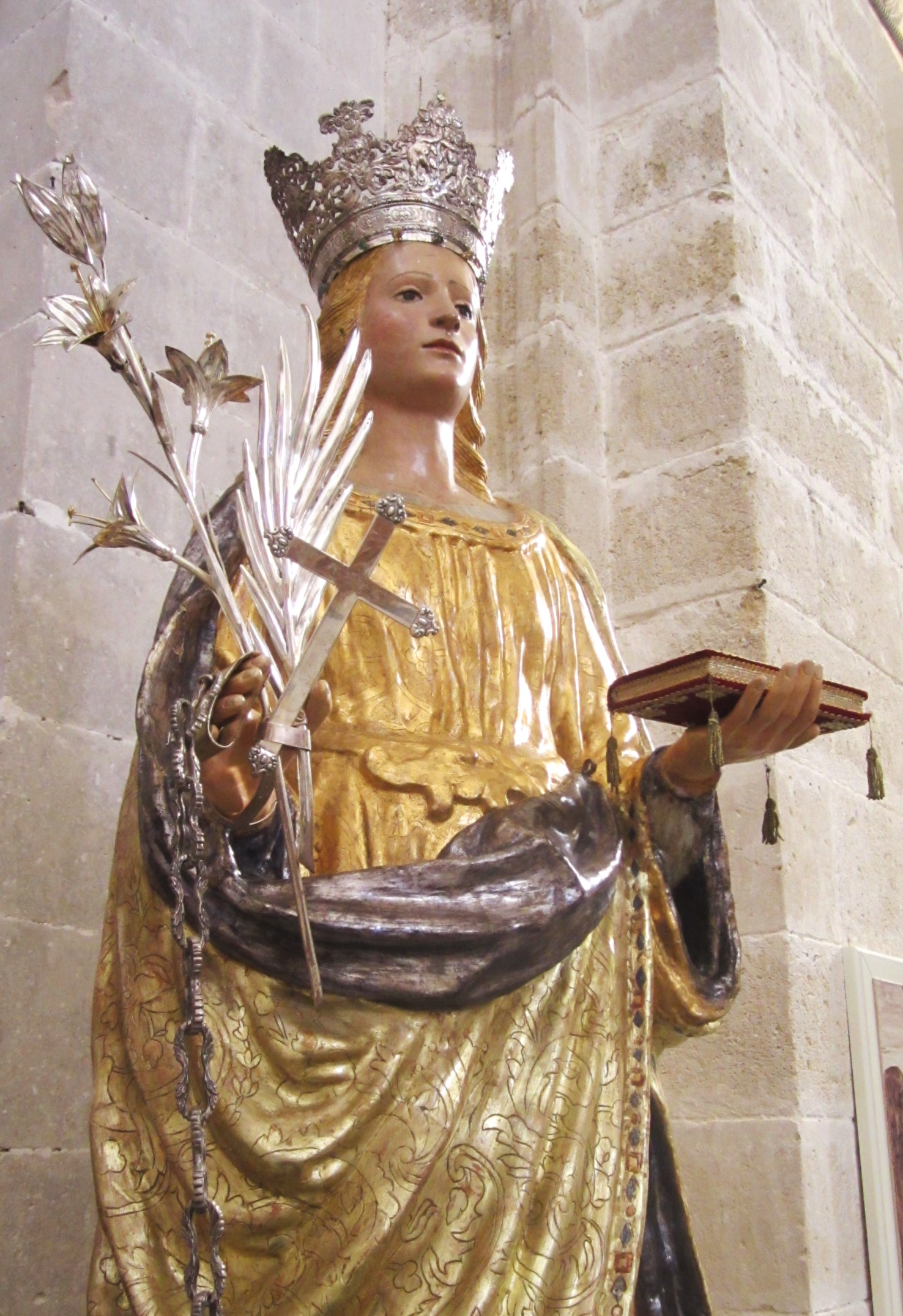
Ignoto scultore siciliano, S. Margherita d'Antiochia, Chiesa Madre, Licodia Eubea